# 카트웨의 여왕
《카트웨의 여왕》(영어: Queen of Katwe)은 2016년 미국의 전기 영화로, 우간다의 체스 신동 피오나 무테시의 이야기를 다룬다. 미라 네어가 연출하고 마디나 날왕가가 주인공 피오나 역을 연기한다. 이외에 데이비드 오옐러워와 루피타 뇽오가 그녀의 조력자 역할로 출연한다.

## 출연진
- 데이비드 오옐러워 - 로버트 카텐데
- 루피타 뇽오 - 해리엇 무테시
- 마디나 날왕가 - 피오나 무테시
- 은타레 음와인 - 텐도
- 모리스 키리아
- 에스터 테반데케